# Wolfgang Steiner (Mediziner)
Wolfgang Steiner (* 2. März 1942 in Crailsheim; † 5. Februar 2024) war ein deutscher Arzt für Hals-Nasen-Ohren-Heilkunde, Kopf- und Halschirurgie und Professor der Universität Göttingen.

## Leben und Wirken
Wolfgang Steiner schloss 1969 sein Studium an der Medizinischen Hochschule Erlangen-Nürnberg ab. Von 1971 bis 1986 war er an der HNO-Universitätsklinik in Erlangen (Direktor Malte Eric Wigand) tätig. 1975 schloss er seine HNO-Facharztausbildung ab. 1979 habilitierte er sich und wurde 1985 außerordentlicher Professor in Erlangen.
Von 1986 bis 2007 war er Professor und Direktor der Universitäts-HNO Klinik in Göttingen als Nachfolger von Adolf Miehlke.
Steiner war Präsident der nordwestdeutschen HNO-Gesellschaft (1987–1988), Präsident der Deutschen Gesellschaft für Hals-Nasen-Ohren-Heilkunde, Kopf- und Hals-Chirurgie (1997–1998), Vorsitzender der onkologischen Arbeitsgemeinschaft der Deutschen HNO-Gesellschaft (1992–1996) und Präsident der Deutschen Gesellschaft für Endoskopie und Bildgebende Verfahren (2000). Im Jahr 2013 war er Ehrenpräsident der Jahrestagung der Deutschen Gesellschaft für Hals-Nasen-Ohrenheilkunde, Kopf- und Halschirurgie in Nürnberg und war im Jahr 2015 Ehrengast beim 2. Weltkongress für Kehlkopfkrebs in Australien.
Steiner arbeitete international als Chirurg und Dozent für Laser-Mikrochirurgie und führte über 100 Operationskurse im In- und Ausland durch. Er hielt weltweit Vorträge bei Kongressen, Symposien und Tagungen, verfasste zahlreiche wissenschaftliche Fach-Publikationen als Autor und war Herausgeber mehrerer Bücher, wodurch sein Therapiekonzept internationale Anerkennung fand. Er erhielt zahlreiche Auszeichnungen und Preise.
Wolfgang Steiner war seit 1966 verheiratet, das Ehepaar hatte drei Söhne.

## Wissenschaftliche Schwerpunkte
Wissenschaftliche Schwerpunkte Steiners lagen im Bereich der Laryngologie, Endoskopie und Laserchirurgie. Pionierarbeit leistete er insbesondere im Bereich der transoralen Lasermikrochirurgie zur Organerhaltung bei Krebserkrankungen des oberen Aerodigestivestraktes. Schwerpunkte liegen auch in den Bereichen der Endoskopie, Endoskopische Feldstudien zur Krebsvorsorge und Früherkennung von Tumoren in Mund, Rachen und Kehlkopf (weltweit erstmals durchgeführt), sowie in der Entwicklung, Anwendung und Evaluation verschiedener diagnostischer Methoden bei Risikogruppen und Krebspatienten.
Steiner führte Organ- und funktionserhaltende Therapien von malignen Tumoren (Schwerpunkt Rachen und Kehlkopf) durch, mit Einsatz von transoraler Lasermikrochirurgie und selektiver Neck-Dissection (seit 1979) sowie individualisierter und schonender Nachbestrahlung gemeinsam mit den Erlanger und Göttinger Strahlentherapeuten.

## Mitgliedschaften (Auswahl)
Steiner war Ehrenmitglied der deutschen, österreichischen, ungarischen, polnischen, südafrikanischen und spanischen HNO-Gesellschaften, der Foundation for Head and Neck Oncology of India, der South African Society of Head and Neck Oncology und des Royal College of Surgeons of England sowie Gründungsmitglied der Society for Minimal Invasive Therapy (London) und Präsidiumsmitglied der Spanisch-Deutschen Gesellschaft für Hals-Nasen-Ohrenheilkunde, Gesichts- und Halschirurgie.
Er war korrespondierendes Mitglied unter anderem der American Head and Neck Society, der American Laryngological Association, der American Broncho-Esophagological Association und einer Reihe von nationalen und internationalen Gesellschaften für Hals-Nasen-Ohren-Heilkunde, Endoskopie, minimalinvasive Therapie und Laserchirurgie. Steiner war zudem im Beirat der Deutschen Forschungsgemeinschaft, Mitglied des Ausschusses des Bundesgesundheitsministeriums für Krebsprävention und Früherkennung, des deutschen TNM-Ausschusses der UICC sowie der Internationalen Föderation der onkologischen Kopf- und Halsgesellschaften (IFOS).

## Ehrungen und Auszeichnungen (Auswahl)
- 1984: Preis der Hufeland-Stiftung[5]
- 1997: Ludwig-Haymann-Preis der Deutschen Gesellschaft für HNO-Heilkunde, Kopf- und Hals-Chirurgie[6]
- 2003: Albert C. Muse Prize, Pittsburgh/USA
- 2004: Ludwig-Türck-Medaille der Österreichischen HNO-Gesellschaft, Linz
- 2004: Przemysław Pieniążek Medaille der Polnischen Gesellschaft für Hals-, Nasen- und Ohrenheilkunde, Lublin
- 2005: Deutscher Krebspreis für Klinische Onkologie[7]
- 2012: Dr.-Fritz-Erler-Wissenschaftspreis für operative Medizin der Universität Erlangen-Nürnberg[8]
- 2022: Albrecht-von-Haller-Medaille der Universitätsmedizin Göttingen[5]

## Veröffentlichungen (Auswahl)
- Hämolyse bei Operationen am offenen Herzen mit Hilfe der Herz-Lungen-Maschine und der Blutverdünnungsmethode. Dissertation, 1971.
- mit Walter Becker, Richard A. Buckingham, Paul H. Holinger, Michael P. Jaumann: Atlas der Hals-Nasen-Ohrenkrankheiten einschließlich Bronchien und Ösophagus. 2., völlig neubearbeitete Auflage. Georg Thieme Verlag, Stuttgart/New York 1983, ISBN 3-13-305802-9.
- Krebsvorsorge- und Früherkennungsuntersuchungen der oberen Luft- und Speisewege bei Risikogruppen. Kohlhammer, Stuttgart 1985, ISBN 978-3-17-009032-3.
- Endoskopische Laserchirurgie der oberen Luft- und Speisewege. Schwerpunkt Tumorchirurgie. Thieme, Stuttgart 1997, ISBN 978-3-13-102241-7.
- mit Petra Ambrosch: Endoscopic laser surgery of the upper aerodigestive tract : with special emphasis on cancer surgery. Thieme, Stuttgart/New York 2000, ISBN 978-3-13-125271-5.
- mit Jochen A. Werner: Laser in der Otorhinolaryngologie, Kopf- und Halschirurgie. Endo Press, Tuttlingen 2006, ISBN 978-3-89756-055-0.
- mit David Howard, Bruce Haughey, Manuel Bernal-Sprekelsen: Transoral laser microsurgery for cancer of the upper aerodigestive tract. Endo Press, Tuttlingen 2013, ISBN 978-3-89756-200-4.